# Darraweit Guim
Darraweit Guim is een plaats in de Australische deelstaat Victoria en telt 672 inwoners (2006).